# حريق بيكافاتش
حريق بيكافاتش يشير إلى الحريق المتعمد في بيكافاتش بالقرب من فيزيغراد شرق البوسنة والهرسك في 27 يونيو 1992 والذي قتل فيه ما لا يقل عن 60 من المدنيين البوسنيين معظمهم من النساء والأطفال بعد وضع المنزل الذي حُبسوا فيه حريق.

## المحاكمة
في 20 يوليو 2009 حُكم على ميلان وسريدوي لوكيتش بالسجن المؤبد والسجن لمدة 30 عام على التوالي لارتكاب جرائم شملت حريق بيكافاتش وقتل 59 من المدنيين البوسنيين في حريق شارع بيونيرسكا في 14 يونيو 1992 والتي حدثت بعد المدنيين تم حبسهم في غرفة واحدة في منزل أضرمت فيه النيران بعد ذلك.
تبين أنه في 27 يونيه 1992 أثناء التطهير العرقي لوادي درينا من قبل صرب البوسنة والهرسك أجبرت القوات بقيادة ميلان لوكيتش ما يقرب من 70 مدني من البوسنيين في غرفة واحدة في منزل في مستوطنة بيكافاتش بالقرب من فيزيغراد. بعد السطو على الأسرى أضرمت النيران في المنزل وترك شاغليها يحترقون أحياء. وجدت المحكمة الجنائية الدولية ليوغوسلافيا السابقة أن ما لا يقل عن 60 من المدنيين البوسنيين قتلوا في الحريق.
بحسب شهادة زهرة ترجانين كان في المنزل العديد من الأطفال أصغرهم لم يتجاوز العام. وكان معظم الضحايا من الشابات مع الأطفال إلى جانب بعض كبار السن من الرجال والنساء. حطم الجنود الصرب النوافذ وألقوا قنابل يدوية على المنزل وأطلقوا النار على من بداخله ثم أشعلوا النار في المنزل. تمكنت ترجانين وإحدى شقيقاتها من الوصول إلى الباب ولكن تم وضع باب مرآب ثقيل من الحديد مقابله من الخارج. تمكنت من الضغط من خلال فجوة صغيرة في الباب وبقيت أختها في الداخل. كان الجنود الصرب في الخارج ممددين على العشب يشربون.
عندما لخص القاضي باتريك روبنسون نتائج المحكمة الجنائية الدولية ليوغوسلافيا السابقة بعد محاكمة ميلان لوكيتش وابن عمه سريدوي لوكيتش لاحظ ما يلي: